# Castell de Porqueres
El Mas Castell, successor de l'antic castell de Porqueres es troba enfront i a la part nord-oest de l'església de Santa Maria de Porqueres a Porqueres (Pla de l'Estany), declarat bé cultural d'interès nacional, es troba a la carretera de circumval·lació a l'estany de Banyoles.

## Història
El castell de Porqueres és citat en la documentació des de l'any 957 i els historiadors comarcals creuen que devia existir des del segle anterior, en què el lloc era ja repoblat i amb una església dedicada a Santa Maria. La família senyora del castell consta des de l'any 957 amb Ademar I, castlà del castell de Finestres i senyor de Porqueres. Aquesta família, que és el tronc dels barons de Santa Pau, es començà a cognomenar Porqueres a partir del segle xi. La història d'aquest llinatge i les seves actuacions sobre el territori del castell són conegudes fins al 1251, any en què Ramon Ademar II de Porqueres i la seva esposa Gueraula, van vendre el castell a l'abat de Banyoles, Guillem de Cartellà. Els Porqueres fixaren la seva residència a Santa Pau i prengueren el cognom Santa Pau mentre que el castell de Porqueres passà a poder del monestir de Banyoles que va ampliar-ne els drets sobre el terme el 1324, any en què el rei Pere III va adquirir-ne, per 5.000 sous, la jurisdicció civil i criminal.
A mitjan segle xvii el castell es trobava en mal estat i, a partir del 1700, fou reconstruït per l'abat de Banyoles Dimes Malla i Gualbes. El 1844 és desamortitzat com a possessió del monestir. L'any 1981 fou rehabilitat per l'arquitecte Jordi Bonet i Armengol.

## Arquitectura
Les diverses campanyes d'excavacions efectuades posaren de manifest que el castell fou edificat sobre les ruïnes d'una antiga vila romana que es va continuar, potser només com a lloc de culte i necròpolis, en època visigòtica, segons es desprèn de la troballa d'un temple o edifici religiós d'aquella època, amb absis de forma heptagonal i nombrosos enterraments. En època medieval es torna a habilitar. Aquests vestigis es troben sota i al voltant del casal actual i no han estat conservats ni respectats com caldria. El castell sembla, per tant, la continuïtat de l'antiga casa senyorial del lloc, convertida en castell o centre d'un terme malgrat que no posseeix cap element material de defensa. Els baixos i murs tenen estructures medievals, però la imatge que avui en resta no té cap aparença medieval. Convertit en un mas ja des de fa segles, i en residència privada en l'actualitat, res no fa pensar que hagués estat una important fortificació. De l'estructura principal, reformada al segle xvii per a assolir la tipologia de masia que llalvors es consolidava, amb tres cossos i una sala central al pis, poden restar-ne elements encara del vell castell. Així, a la planta baixa hi ha un conjunt d'arcuacions que potser havien estat un pati central amb escala al fons. La datació és imprecisa.